# 小泉長利
小泉 長利（こいずみ ながとし）は、戦国時代の武将。朝倉氏の家臣。

## 略歴
小泉氏は大和国興福寺衆徒の箸尾氏が祖先とされる 。文明年間（1469年～1486年）に氏祖・小泉藤長が朝倉氏に仕えた。
長利は朝倉氏11代当主・朝倉義景の時代に活躍し、早くから朝倉景連、河合吉統、前波景定らと共に奉行職を担当したと思われるが、書状等に初めて名が確実に見えるのは天文19年（1550年）5月に景定と連署したものが初出で、永禄7年（1564年）6月17日発給の連署を最後に名が見えなくなるので、この直後に死没したと推測される。
なお、子・長治は朝倉氏の滅亡後、織田信長に降った旧朝倉家臣の溝江長逸を頼ったが、天正2年（1574年）2月19日に越前一向一揆の襲撃を受けて溝江氏と共に滅亡した。